# Kometarna maglica
Kometarna maglica (eng. cometary nebula) je vrsta odrazne maglice. S jedne je strane osvjetljava zvijezda, zbog čega pokazuje izdužen oblik. Primjer kometarne maglice je Hubbleova maglica.